# Імельно (Лодзинське воєводство)
Імельно (пол. Imielno) — село в Польщі, у гміні Нові Острови Кутновського повіту Лодзинського воєводства.
Населення — 199 осіб (2011).
У 1975—1998 роках село належало до Плоцького воєводства.

## Демографія
Демографічна структура станом на 31 березня 2011 року:
|          | Загалом | Допрацездатний вік | Працездатний вік | Постпрацездатний вік |
| -------- | ------- | ------------------ | ---------------- | -------------------- |
| Чоловіки | 109     | 22                 | 71               | 16                   |
| Жінки    | 90      | 11                 | 50               | 29                   |
| Разом    | 199     | 33                 | 121              | 45                   |